# Diebe wie wir
Diebe wie wir (Originaltitel: Thieves like us) ist ein US-amerikanisches Gangsterdrama aus dem Jahr 1974 unter der Regie von Robert Altman, das die Geschichte eines Bankräuber-Trios erzählt. Der Film basiert auf dem Werk Diebe wie wir von Edward Anderson. Dieser Roman war bereits 1948 erstmals als Sie leben bei Nacht von Nicholas Ray verfilmt worden.

## Handlung
Die USA Anfang der 1930er Jahre, dem Zeitalter der großen Depression: Die Handlung beginnt mit dem humpelnden T-Dup und dem Halbindianer Mobley, die im Gefängnis Privilegien genießen. Während eines Angelausfluges flüchten sie und werden von ihrem bereits geflohenem Komplizen Bowie und einem Taxifahrer namens „Chazbow“ in dessen Taxi aufgesammelt. Das Trio überfällt den Taxifahrer, bedroht ihn mit einem Revolver und zwingt ihn, ihnen zur Flucht zu verhelfen. In einem Waldstück erleiden sie jedoch eine Reifenpanne und sind gezwungen, zu Fuß weiter zu gehen. Die drei Flüchtigen verbringen die Nacht in einer verlassenen Kirche in einem Waldstück, flüchten jedoch am Morgen, als sie glauben, Geräusche zu hören und machen sich auf zu Mobleys Verwandten. Dort lernt Bowie seine spätere Freundin Keechie kennen.
Um zu überleben beginnen die drei Verurteilten mit Bankraubzügen, das erste Ziel ist die Mississippi National Bank. Bereits Stunden später kann T-Dup die Nachrichten über den Raub im Radio hören. Ihr zweites Ziel ist die Canton Exchange Bank, dort erbeuten sie 100.000 US-Dollar. Da ihnen die Fahndungssituation zu brenzlig ist, beschließen sie bei der Schwägerin von T-Dup, Mattie, unterzutauchen. In dem Haus von T-Dups Bruder wohnt unter anderem auch Lula, die spätere Frau von T-Dup. Sie ist wesentlich jünger und nennt T-Dup Onkel. Dort planen sie ihren nächsten Beutezug, der diesmal in Yazoo City stattfinden soll. Auf einer nächtlichen Ausfahrt von Mobley und Bowie verursacht Bowie aufgrund überhöhter Geschwindigkeit und der Missachtung der Vorfahrt einen Unfall, in dem er und die Frau, deren Auto er rammt, verletzt werden. Mobley zieht Bowie aus dem Wrack und bringt ihn zu seinem Auto. Dort wird er von 2 Polizisten in Zivil, die gerade erst zum Unfallort gekommen sind, zur Rede gestellt und daran gehindert, wegzufahren. Kurzerhand erschießt Mobley die Polizisten und flüchtet anschließend mit Bowie auf dem Rücksitz wieder zu seinen Verwandten, wo sie Bowie in einem verlassenen Haus verstecken. Mobley flüchtet.
Am nächsten Morgen findet Keechie Bowie und umsorgt ihn, die zwei kommen sich näher. Bowie und Keechie beschließen, sich in einem ruhigen, abgelegenem Haus an einem See niederzulassen, doch Bowie muss noch einen letzten Raubzug in Yazoo City durchführen. In Yazoo City trifft Bowie T-Dup, der mittlerweile Lula geheiratet hat, und Mobley wieder. Lula verlässt das Trio und geht in ein Hotel. Bei dem Überfall auf die Yazoo City Bank läuft zuerst alles nach Plan, als jedoch ein Bankier zu etwas unter dem Tisch greifen will, erschießt das Trio ihn.
T-Dup beschließt, sich in New Orleans zur Ruhe zu setzen. Auf dem Weg zu Keechie hört Bowie im Radio, wie T-Dup erschossen und Mobley verhaftet wurde. Bei Keechie angekommen, beschließen sie erneut zu Mattie zu gehen, die mittlerweile ein Motel in Pickens betreibt, was ihr durch eine Finanzspritze von T-Dup ermöglicht wurde. Zuerst will Mattie sie nicht aufnehmen, entscheidet sich jedoch anders, nachdem Bowie sie daran erinnert, dass T-Dup sagte, sie seien jederzeit willkommen. Bowie beschließt, Mobley aus dem Gefängnis zu holen um ihren Plan, nach Mexiko zu fliehen, endlich in die Tat umzusetzen. Bowie gibt sich als Sheriff aus und mit Hilfe einer gefälschten Vorladung ist es ihm möglich, in das Gefängnis einzudringen.
Bowie konsultiert den Captain des Gefängnisses und bittet ihn um ein Gespräch mit dem Gefangen Mobley. Da der Captain nicht laufen möchte, fahren die zwei in Bowies Auto über das weite Areal zu der Gefangenen-Gruppe von Mobley. Mobley wird aufgefordert in den Wagen zu steigen. Auf einem unbewachten Stück nimmt Mobley Bowies Waffe, legt sich auf die Rücksitzbank, sodass er nicht von außen erkennbar ist, und bedroht den Captain damit. So ist es ihnen möglich, zu entkommen. In einem Waldstück soll Mobley den Captain des Gefängnisses an einem Baum festbinden, erschießt ihn aber. Auf der Fahrt fangen die Zwei an zu streiten und Bowie wirft Mobley aus dem Auto.
Währenddessen macht sich Keechie bereits Sorgen um Bowie. Mattie beruhigt sie und sagt, sie solle sich auf das Kind freuen, das sie erwarte. Beim Blick aus dem Fenster am nächsten Morgen sieht sie, wie Bowie zurückkehrt und in das bungalowartige Haus geht. Daraufhin hält Mattie sie fest und mehrere bewaffnete Männer kommen aus ihrem Versteck und eröffnen das Feuer auf das Gebäude, in dem Bowie sich befindet. Mattie hat Mühe, die panisch schreiende Keechie zurückzuhalten. Nachdem die Männer das Feuer eingestellt haben betreten sie das Haus und tragen Bowies Leiche eingewickelt in einem Teppich nach draußen und lassen ihn im Regen liegen.
Der Film endet damit das Keechie am Bahnhof auf einen Zug nach Fort Worth wartet.

## Rezeption
Rotten Tomatoes verzeichnet für den Film eine durchschnittliche Kritikerbewertung von 8,2/10; von insgesamt 22 Kritiken sind 18 positiv.
Kino-zeit.de beschreibt den Film als „auf den ersten Blick ein irritierend normaler und wunderschön gefilmter Gangsterfilm, in dem Robert Altman basierend auf dem Roman von Edward Anderson die Schattenseiten des amerikanischen Traumes herausarbeitet“.
Das Lexikon des internationalen Films urteilte, bei der Produktion handle es sich um das „rigorose Porträt eines Hinterhof-Amerikas der kleinen Leute“ und nicht einen „nostalgische[n] Abgesang auf eine schön-verruchte Epoche der US-Geschichte“.